# Giacinto Ricci Signorini
Giacinto Ricci Signorini (Massa Lombarda, 29 maggio 1861 – Cesena, 24 giugno 1893) è stato un poeta italiano.
(Giacinto Ricci Signorini (Rime, XXIII))

## Biografia
Nasce nel 1861 a Massa Lombarda in una famiglia benestante di possidenti terrieri da Angelo, medico, e Rosa Buzzi, casalinga. Uno dei suoi cinque fratelli è il futuro compositore Antonio Ricci Signorini. Nel 1871 entra nel collegio Ungarelli di Bologna e inizia gli studi ginnasiali. Nel 1875,  ammalatosi di pleurite, esce dal collegio per curarsi nella casa paterna. Nello stesso anno conclude gli studi ginnasiali a Lugo e si iscrive al Liceo Galvani di Bologna. Nel 1878 avvia i primi saggi poetici. Nel 1879 conclude gli studi liceali e si iscrive alla Facoltà di Lettere presso l'Università di Bologna: ha per docenti Giosuè Carducci e Giovanni Battista Gandino dai quali riscuote stima ed affetto. Nel 1882, non ancora laureato, insegna materie letterarie presso il Ginnasio inferiore pareggiato di Bologna durante gli anni scolastici '82-'83 e '83-'84. Si laurea in Lettere il 18 giugno 1884 con il massimo dei voti. Nel 1885 prende servizio come insegnante di lettere nel Liceo "Mario Pagano" di Campobasso e nel 1886 in quello di Catanzaro. Nominato professore di letteratura nel Liceo "Vincenzo Monti" di Cesena, nel 1887 si trasferisce nella cittadina romagnola dove insegna per sei anni. 

La notte del 24 giugno 1893 si suicida con un colpo di pistola alla testa.

## Profilo critico
Personalità eccentrica e tormentata, animo buono e sensibile, Ricci Signorini soffrì molto per la mancanza di considerazione che i suoi scritti ebbero sia presso il pubblico che fra i critici letterari e i grandi poeti del suo tempo. Le morti premature per tisi dell'amato fratello Gino (a cui dedicherà i versi di Thanatos) e della madre, non fecero che acuire il suo perenne stato di infelicità. La sua poesia, caratterizzata da una profonda vena di dolore e di malinconia, fu il preludio alla sua tragica fine.
Alla notizia della morte del suo ex allievo, Giosuè Carducci inviò alla famiglia un telegramma che portava scritto: "Con profondo cordoglio per la morte del giovane nobile, ingegnoso, gentile: or proprio che il mondo incominciava a rendergli giustizia!". Le Elegie di Romagna, pubblicate nel 1893 e dedicate alla madre, stavano infatti richiamando l'attenzione dei critici più autorevoli sulla sua opera. Così Giovanni Pascoli ricordava Giacinto Ricci Signorini in una lettera scritta da Barga (LU) a Luigi Donati il 23 luglio 1901: "... io non ebbi molta pratica del povero Giacinto Ricci Signorini. Ci conoscemmo a scuola. Era più giovane e più austero (oh! molto più) di me. Dopo, io fui senza dubbio sempre più tribolato di lui, famigliarmente e finanziariamente; quanto a carriera s'era uguali. Relazioni tra noi ce ne furono poche. Non credo che preconizzando un poeta nuovo romagnolo egli pensasse a me; non so però, a chi pensava... Io non so ancora perché mai il povero Giacinto si troncasse così la vita! Fu uno stupore e un dolore indicibile".

Luigi Donati (1870-1946), scrittore, poeta e bibliotecario lughese, nei primi anni del Novecento ne riscoprì e rivalutò l'opera poetica, pubblicandone l'edizione postuma delle poesie e delle prose in due volumi.
Ricci Signorini strinse in vita poche ma sincere amicizie, tra le quali si annoverano quelle con Gaspare Finali, Nazzareno Trovanelli, Francesco Paolo Cestaro, Francesco Torraca, Severino Ferrari e la conoscenza di Gabriele D'Annunzio, che ebbe con lui diversi incontri a Faenza e a Cesena. Scriveva a tal proposito Luigi Donati: "D'Annunzio con lucida compenetrazione ce ne diede il ritratto e l'anima in quella frase concisa e plastica che, nelle pagine del Trionfo della Morte, ricorre a rievocare l'immagine di Demetrio Aurispa (zio del protagonista): "... uomo dolce e meditativo, quel volto pieno di una malinconia virile, a cui dava una espressione strana una ciocca bianca tra i capelli oscuri, che gli si partiva di sul mezzo della fronte".

Benedetto Croce lo ricordò nei saggi critici che compongono "La letteratura della nuova Italia" (Vol. 2).

Molti dei componimenti del Ricci Signorini sono dedicati alla Romagna, terra da lui sempre amata, soprattutto in stretto legame con la vita di campagna della sua infanzia.

Il suo corpo riposa accanto ai familiari nel cimitero monumentale di Massa Lombarda dietro ad una piccola lapide in marmo che ne riporta il solo nome.

## Intitolazioni

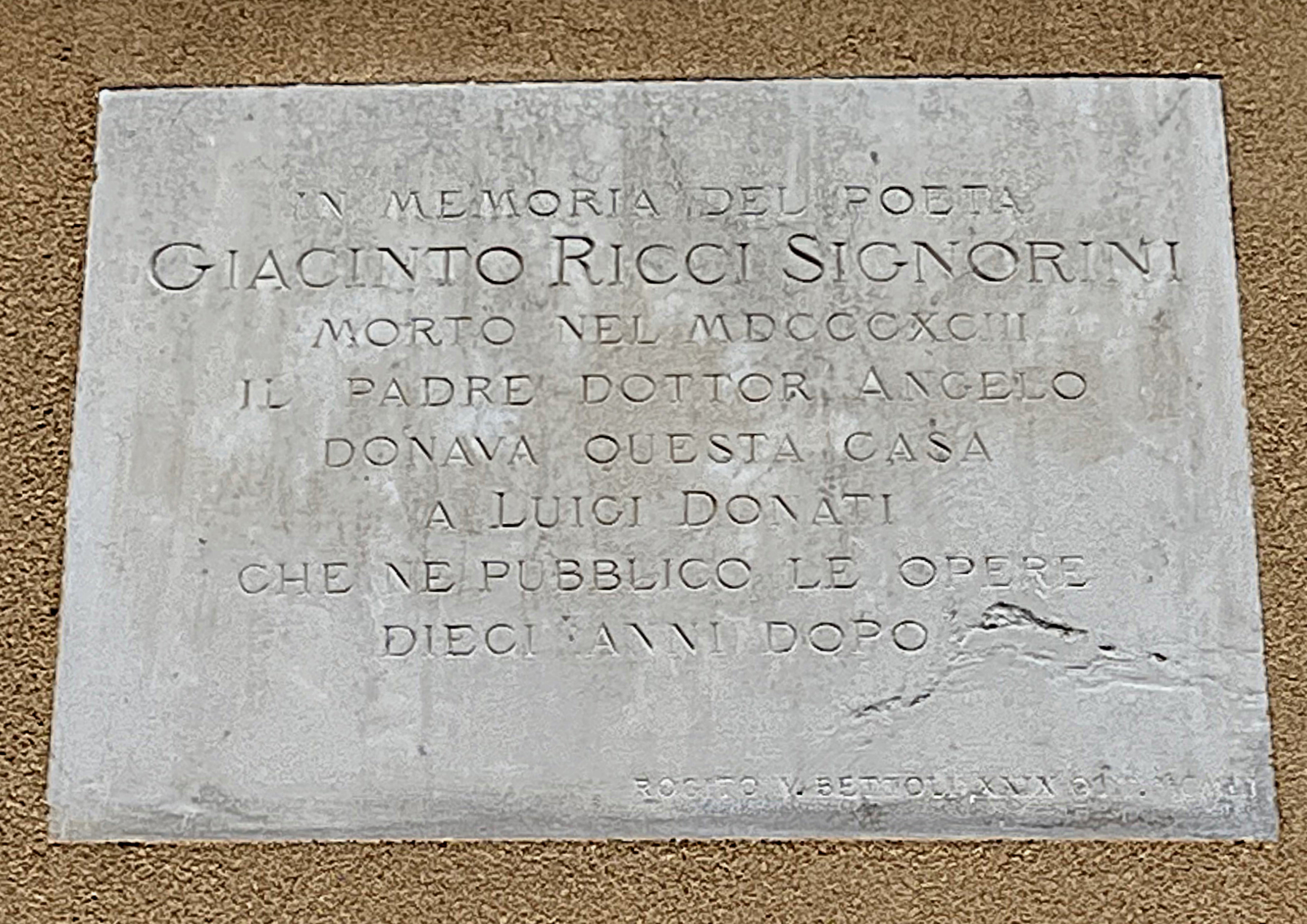
Lugo: Targa commemorativa nella casa che fu di Luigi Donati (1870-1946)

- Il 25 dicembre 1893, in seguito a sottoscrizione di amici, professori e studenti, venne inaugurata a Cesena, in un'aula del Liceo "Vincenzo Monti", una lapide in memoria del poeta, con l' epigrafe dettata dal professor Giacomo Borghini;
- Nel 1903 il padre del poeta donò a Luigi Donati una casa a Lugo come riconoscenza per la sua assidua opera di divulgazione e valorizzazione dell'opera del figlio. Sulla facciata è posta una lapide a ricordo del Signorini;
- Nel marzo del 1907 il comune di Massa Lombarda gli intitolò una strada;
- Nel maggio dello stesso anno i concittadini promossero un Comitato per le sue onoranze presieduto da Eugenio Bonvicini con un discorso tenuto dal poeta imolese Luigi Orsini. In tale occasione venne murata sulla facciata delle scuole elementari una lapide-ricordo con l'epigrafe dettata da Guido Mazzoni che così portava scritto:

## Opere
- Rime, Vignuzzi, Cesena 1888.
- Il passaggio di Lucrezia Borgia per Cesena, Vignuzzi, Cesena 1889.
- Paesaggi dell'alta Romagna, Vignuzzi, Cesena 1890.
- Il libro delle rime, Vignuzzi, Cesena 1890.
- Ancora una difesa della poesia, Bettini, Cesena 1891.
- Romagna, Zanichelli, Bologna 1891.
- Passeggiate romagnole da Cattolica a Coriano, Biasini di P. Tonti, Cesena 1890.
- Thanatos, Arte tip., Cesena 1892.
- Elegie di Romagna, Soc. Coop. tipografica, Cesena 1893.

Postume
L'opera omnia di Giacinto Ricci Signorini è stata raccolta da Luigi Donati, bibliotecario lughese, ed è stata pubblicata nel 1903:
- Poesie e prose, Zanichelli, 2 voll., Bologna 1903.

L'italianista Ettore Mazzali ha curato un'ampia raccolta antologica, comprendente sia poesie che brani in prosa:
- Poesie e prose scelte, Tipografia Galeati, Imola 1966.